# Ježovy
Ježovy település Csehországban, a Klatovyi járásban. Ježovy Dolany, Mezihoří, Biřkov, Švihov, Křenice, Vřeskovice és Chudenice településekkel határos. Lakosainak száma 221 fő (2024. január 1.).

## Népesség
A település lakosságának változását az alábbi diagram mutatja:
| Lakosok száma | 626  | 559  | 617  | 368  | 301  | 254  | 230  | 240  | 220  | 221  |
|               | 1869 | 1890 | 1921 | 1950 | 1980 | 2001 | 2017 | 2019 | 2022 | 2024 |